# Grupo Desportivo Prado
O Grupo Desportivo Prado é um clube Português, localizado na Vila de Prado, concelho de Vila Verde, distrito de Braga, Portugal.

## História
O Grupo Desportivo de Prado, tem como sede o Parque de jogos do Faial, na Av. do Cávado, freguesia da Vila de Prado, distrito de Braga, milita actualmente na divisão de Honra da A.F. de Braga. 
Fundado em 18 de Setembro de 1926, é o quinto clube mais antigo, da Associação de Futebol de Braga, no entanto só em 1943, por iniciativa do Sr. Quirino de Sousa Lima se organizou. Foi arrendado no lugar do Faial um terreno onde seria construído o Campo Sousa Lima, sendo dado o inicio ao desporto Federado. Nos anos sessenta, grandes enchentes assistiam aos encontros de futebol entre o clube local e equipas que hoje militam na 1ª e 2ª Liga Portuguesa, entre outras: Leixões, Gil Vicente, Santa Clara, etc... 
Na década de 70, o Parque de Jogos do Faial foi comprado e construído e para ele se transferiu o Clube. Várias modalidades foram proliferando: a canoagem, o atletismo e a columbofilia.
As décadas de 70 e 80 ficaram na História deste clube, tendo conseguido subir aos Nacionais da III e II Divisão.
Actualmente, o clube tem cerca de 200 atletas (dos 5 aos 18 anos de idade) nos vários escalões de formação.
Nos últimos anos, o clube sofreu uma grande reestruturação e melhorias a nível das infra-estruturas, possuindo presentemente, um recinto de futebol 11, futebol 7 e um de futebol 5 em sintético.
Tem um dos Departamentos Clínicos mais avançados da região, estando equipado para agir com eficácia numa emergência traumatológica, e em fase de reabilitação física, sendo mesmo procurado por atletas de outros clubes e modalidades.
O seu actual presidente é Miguel Gomes. A equipa de seniores participou na época de 2007-2008, no campeonato da 3º divisão, série A. actualmente, época 2016-2017 disputa a série A da divisão de honra da A.F. Braga.  

## Estádio
A equipa disputa os seus jogos caseiros no Complexo Desportivo do Faial.

## Equipamento
A equipa enverga equipamento da marca Lacatoni. As cores do equipamento oficial é preto e branco